# Hacıpiri, Akyaka
Hacıpiri là một xã thuộc huyện Akyaka, tỉnh Kars, Thổ Nhĩ Kỳ. Dân số thời điểm năm 2010 là 181 người.